# Tanker

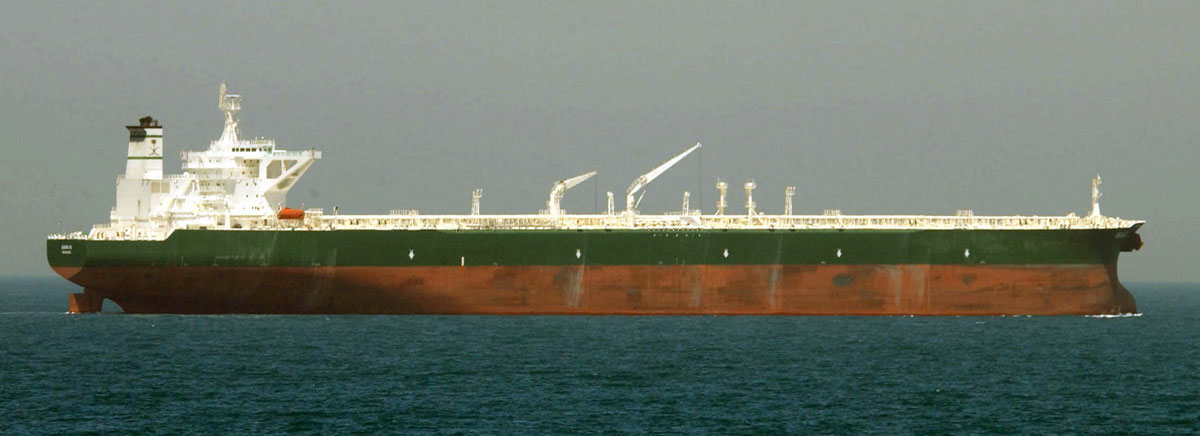
Rohöltanker AbQaiq

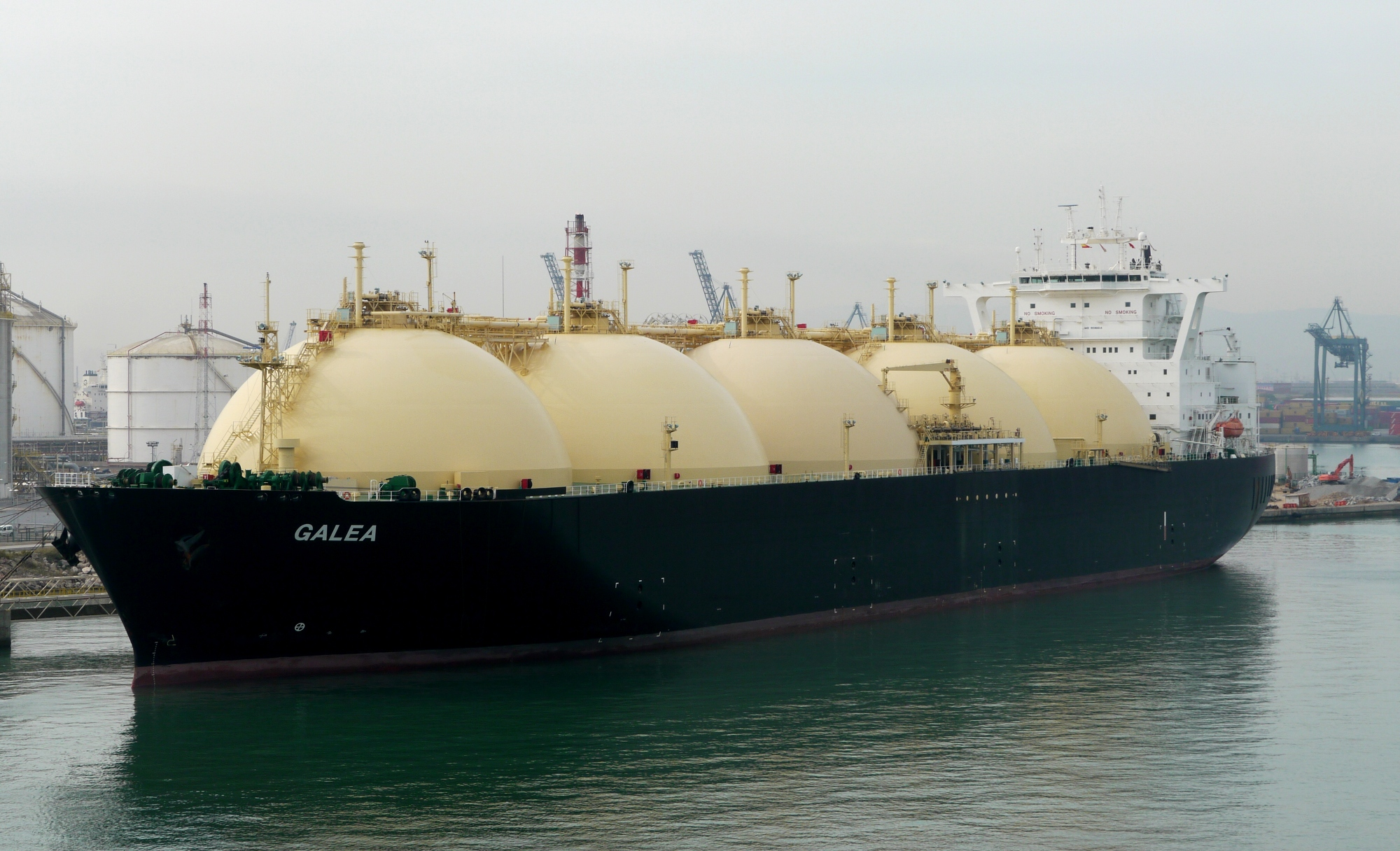
LNG Gastanker Galea

Ein Tanker ist ein zum Transport von Flüssigkeiten oder Gasen konstruiertes Schiff. Typische Transportgüter sind Rohöl, Öl als Fertigprodukt, Kraftstoff, Flüssiggas, Wasser oder Fruchtsäfte.
Ein Tanker ist durch seine Silhouette leicht von anderen Schiffen zu unterscheiden. Öl- und Chemikalientanker haben ein flaches Deck, das außer der Brücke kaum Aufbauten trägt. Gastanker zeichnen sich meist durch die typischen kugel- oder trapezförmigen Tanks aus, die über das Hauptdeck heraus stehen. Tanker benötigen kaum Ladegeschirr, lediglich zur Herstellung einer Verbindung der mittschiffs liegenden Anschlussstation (Manifolds) mit der Landseite ist ein Kran vorhanden, um Schläuche an Bord zu heben. Alternativ können statt Schläuchen auch an Land installierte Ladearme genutzt werden, die einen Kran überflüssig machen.

## Tanker-spezifische Einrichtungen
Tanker haben zum Löschen (seemännisch für „Entladen“) Pumpen zum Transfer der Ladung an Bord. Diese sind üblicherweise Kreiselpumpen, die entweder in jedem Tank selbst oder in einem zentralen Pumpenraum angeordnet sind. Von dort wird die Ladung über Rohrleitungen zur Anschlusstation gepumpt und dort dem Empfänger übergeben.
Die Lade- und Löschoperationen werden mit einem Ladungsrechner überwacht, dieser bestimmt die Tankstände und berechnet damit die auf das Schiff einwirkenden Kräfte.
Viele der transportierten Stoffe können durch die Anwesenheit des Sauerstoffs der Erdatmosphäre eine explosionsfähige Atmosphäre bilden. Um Brände und Explosionen zu verhindern, wird die Tankatmosphäre durch die Befüllung mit einem Inertgas unter die Sauerstoffgrenzkonzentration der Ladung gebracht. Die Tanks sind daher in einem konstruktiv festgelegten Rahmen gasdicht. Das Inertgas kann ein speziell aufbereitetes, auf dem Schiff hergestelltes, Verbrennungsgas (Auspuffgas) sein; es kann aber auch jedes andere Gas verwendet werden, das mit der jeweiligen Ladung kein reaktionsfähiges Gemisch bildet. Häufig wird Stickstoff eingesetzt, da es bereits in hoher Konzentration in der Erdatmosphäre vorkommt und sich vor Ort über eine Gastrennanlage leicht daraus abscheiden lässt. Inertgas-Anlagen sind ab einer bestimmten Schiffsgröße durch SOLAS vorgeschrieben.
Um Schäden durch Über- bzw. Unterdruck im Ladetank zu verhindern, sind entsprechende Sicherheitsventile am Tank angebracht, die sich beim Überschreiten der Grenzwerte zur Atmosphäre öffnen. Druckänderungen entstehen insbesondere durch Wärmeausdehnung der Ladung und der Verdampfung der flüssigen Phase bis zum Erreichen des Sättigungsdampfdrucks. Während des Löschens wird der Tankdruck durch die Einleitung von Inertgas stabil gehalten; dies wird entweder an Bord erzeugt oder durch die Gaspendelanlage vom Ladung empfangenden Tank zurück an Bord geleitet.
Zusätzliche Sicherheitsausrüstung umfasst neben einer Gasspüranlage, die an die Ladetanks anliegenden Bereiche kontrolliert, einem fest installiertem Feuerlöschsystem an Deck, auch Notschleppvorrichtungen, die für alle Tanker über 20.000 DWT vorgeschrieben sind.

## Klassifikation von Tankern

### Klassifizierung nach Schiffsmaßen
Wie andere Schiffe auch, können Tanker in Klassen nach Schiffsmaßen eingeteilt werden. Dabei ergeben sich aus den Beschränkungen durch Wasserstraßen jeweilige Abmessungsklassen. Bekannte Vertreter sind z. B. die Panamax oder die Suezmax Klasse. Für den Ladungstransport ist insbesondere die mögliche Zuladung durch verfügbares Laderaumvolumen oder die Tragfähigkeit ein Klassifizierungsmerkmal. Die Gruppierung kann bei diesen Merkmalen recht willkürlich erfolgen; allerdings setzte der Ölkonzern Shell mit dem „average freight rate assessment“ (AFRA) System einen häufig genutzten Industriestandard für Öltanker.

### Klassifizierung nach Rumpfkonstruktion

Einhüllentanker

Doppelhüllentanker

#### Einhüllentanker
Der Einhüllentanker hat keine räumliche Trennung zwischen der Ladung und der Außenhaut, die Außenhaut ist gleichzeitig ein Teil der Tankwand. Sämtliche Rohrleitungen müssen durch die Tanks selbst oder über Deck geführt werden. Zur Einhaltung der Stabilität werden einzelne Tanks für die Aufnahme von Ballastwasser genutzt.

#### Doppelhüllentanker

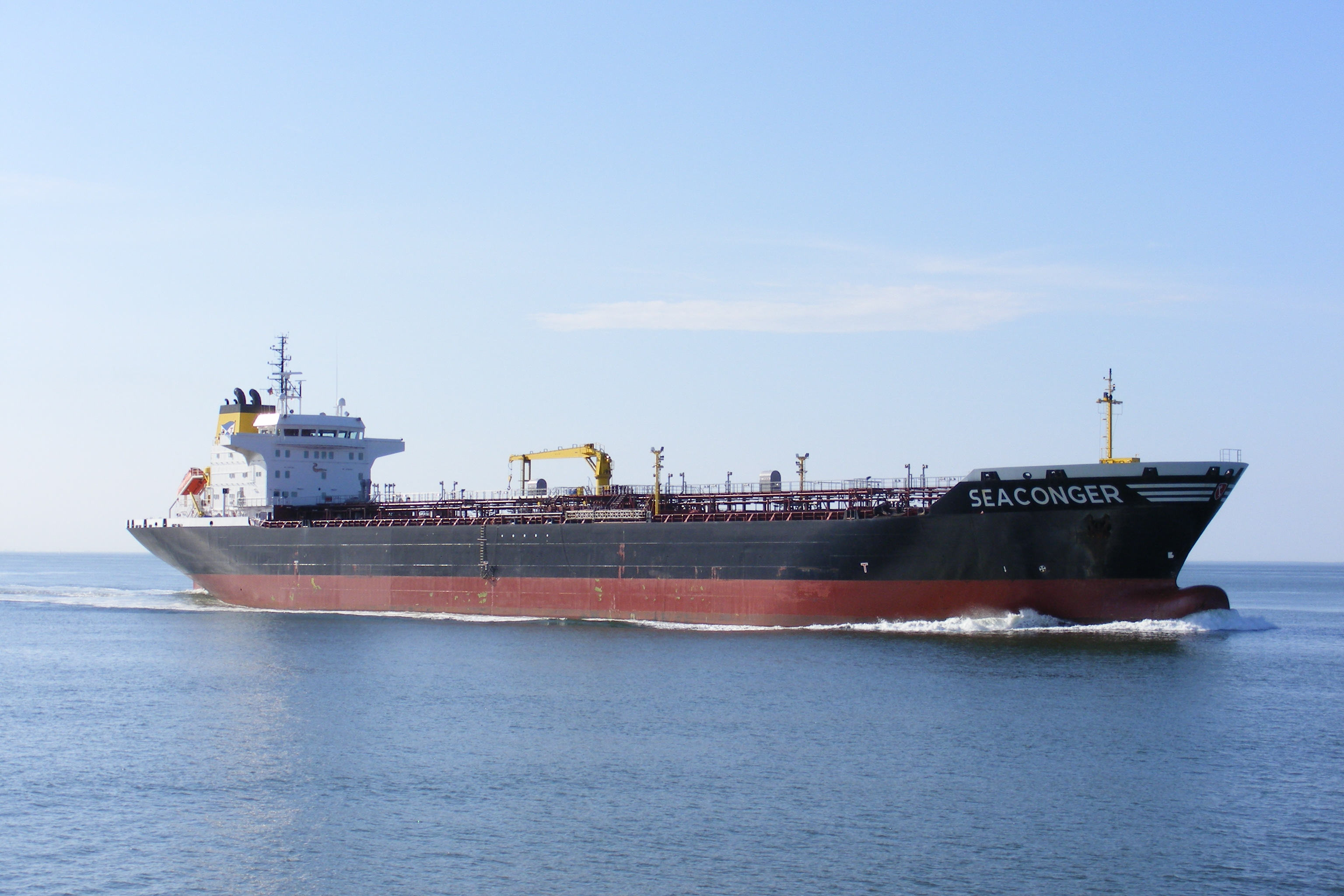
Doppelhüllentanker „Seaconger“ der Reederei German Tanker Shipping auf der Nordsee

Der Doppelhüllentanker hat eine räumliche Trennung zwischen den Tankhüllen und der Außenhaut (Doppelhüllenschiff), der Tank ist in den Rumpf „eingesetzt“. Der Abstand der beiden Hüllen zueinander beträgt in der Regel 2–3 Meter. Vergleicht man dabei einen Einzelhüllentanker mit einem Doppelhüllentanker gleicher Laderaumgröße, hat der Doppelhüllentanker durch die zweite Hülle einen größeren Auftriebskörper und damit ein höheres Freibord. Ursprünglich wurden doppelwandige Tanker nicht aus Sicherheitsgründen entwickelt, sondern um Heizkosten bei Gütern, wie Bitumen, Melasse oder Paraffin zu sparen, da eine Doppelhülle eine bessere Wärmedämmung zum kälteren Seewasser bietet.
Nach der Katastrophe der Exxon Valdez (1989) hat die Internationale Seeschifffahrts-Organisation (IMO) als Regulierungsbehörde beschlossen, dass alle durch sie regulierten Öltanker, die ab 1996 gebaut werden und über 5000 Tonnen Transportgewicht haben, mit einer Doppelhülle ausgestattet sein müssen. Nach der Erika-Katastrophe (1999) hat die IMO beschlossen, dass ab 2015 nur noch Öltanker mit doppelwandigen Außenhüllen betrieben werden dürfen. Alternative Konstruktionen sind grundsätzlich erlaubt, sofern sie mindestens denselben Schutz bieten. Die IMO hat eine Reihe von Bauweisen, wie den Zwischendecktanker, als gleichwertig anerkannt. Allerdings lässt die US-Küstenwache nur Doppelhüllentanker in ihren Gewässern zu, sodass die meisten international verkehrenden Schiffe entsprechend gebaut werden.
Doppelhüllentanker sollen bei sachgemäßem Betrieb eine höhere Sicherheit gegen das Auslaufen des Transportgutes bieten. Die Doppelhülle der Tanker muss allerdings als Ballasttank nutzbar sein, um das Schiff – entsprechend der aktuellen Beladung – mit Ballastwasser trimmen zu können und so Stabilitätskriterien einzuhalten. Durch das Seewasser und den Luftsauerstoff sind die Innenwände der Ballasttanks einer hohen Korrosionsgefahr ausgesetzt, so dass regelmäßige Kontrollen und Erneuerungen des Schutzanstrichs erforderlich sind. Mit steigendem Schiffsalter existieren daher erhöhte Kontrollauflagen.
Während der Sicherheitsvorteil im normalen Betrieb und Schadensfall einer Hülle unbestritten ist, ist es für den Fall einer gleichzeitigen Beschädigung beider Hüllen situationsabhängig und nicht abschließend geklärt. Durch das höhere Freibord befindet sich mehr Ladung oberhalb der Wasserlinie, daher kann es z. B. bei einer Durchstoßung durch Kollision länger dauern, bis sich das Hydrostatische Gleichgewicht zwischen Seewasser und dem Tankinhalt eingestellt hat.

### Rechtliche Klassifizierung
Für international verkehrende Seeschiffe sind durch die Internationale Seeschifffahrts-Organisation (IMO) einheitliche rechtliche Vorgaben vereinbart worden. Ein Schiff kann dabei auch für den Transport mehrerer Güterklassen zugelassen werden, die jeweiligen Bestimmungen sind dann Gesamt einzuhalten. Soll ein Schiff Güter transportieren, die per Definition nicht in die nachfolgenden Abschnitte fallen, wird es rechtlich nicht als Tanker angesehen. Beispielhaft sind hier Fruchtsafttanker oder Wasserboote zu nennen; auch wenn sie technisch wie ein Tanker funktionieren, müssen nur die üblichen Regeln für Frachtschiffe eingehalten werden.

#### Öltanker
Das MARPOL-Übereinkommen liefert in Anlage I die Definition, dass ein Öltanker jegliche Form von verarbeiteten oder nicht verarbeiteten Erdöl transportiert, sofern die Substanz nicht in MARPOL Anlage II aufgeführt wird. Weiter unterteilt wird dabei in die Zulassung für den Transport von Rohöl oder Ölprodukten beziehungsweise der optionalen Zulassung als Tank-Massengutschiff.
Als Ölprodukt zählen alle aus Rohöl hergestellten Produkte, wie z. B. die Leicht- und Mitteldestillate Benzin und Diesel, als auch Vakuumdestillationsrückstände wie Bitumen. Während rechtlich keine weitere Unterscheidung stattfindet, benötigen manche Produkte eine speziellere Ladungsfürsorge. Um Ausflockungen einzelner Ladungsbestandteile zu vermeiden bzw. die Pumpfähigkeit zu erhalten, kann es nötig werden, die Ladung auf einer Mindesttemperatur zu halten. So unterscheiden sich Asphalttanker zu anderen Produkten- und Chemikalientankern insbesondere durch ein ausgeprägteres Heizsystem und eine bessere Tankisolierung.

#### Chemietanker
Die Anlage II des MARPOL-Übereinkommens beschreibt grundsätzliche Vorgaben für Chemietanker und wird durch den „Internationalen Code für den Bau und die Ausrüstung von Schiffen zur Beförderung gefährlicher Chemikalien als Massengut“ (IBC Code) ergänzt.
Der IBC Code führt in Kapitel 17 alle Substanzen auf, die von Chemietanker zu transportieren sind. Weiterhin beschreibt er drei Typen von Chemietankern und die jeweiligen Bauvorgaben. Diese spiegeln die Gefährdung der zu transportierenden Ladung absteigend wider:
- Der Typ 1 ist für die Beförderung von Erzeugnissen bestimmt, von denen sehr große Umwelt- und Sicherheitsgefahren ausgehen, die ein Höchstmaß an Vorbeugungsmaßnahmen erfordern, um ein Entweichen dieser Ladung zu verhindern.
- Der Typ 2 ist für die Beförderung von Erzeugnissen mit besonders schweren Umwelt- und Sicherheitsrisiken bestimmt ist, die umfangreiche Vorbeugungsmaßnahmen erfordern, um ein Entweichen dieser Ladung zu verhindern.
- Der Typ 3 ist für die Beförderung von Erzeugnissen bestimmt, die hinreichend schwere Umwelt- und Sicherheitsrisiken bergen, die einen mäßigen Grad an Eindämmung erfordern, um die Überlebensfähigkeit im beschädigten Zustand zu erhöhen.

Für welche Chemikalien das jeweilige Schiff zugelassen ist, wird im International Certificate of Fitness for the Carriage of Dangerous Chemicals in Bulk explizit festgehalten.

#### Gastanker
Das Kapitel 7, Teil C der SOLAS-Konvention verweist auf den „International Code for the Construction and Equipment of Ships Carrying Liquefied Gases in Bulk“ (IGC Code) für besondere Vorgaben an Gastanker.
Gastanker transportieren sämtliche verflüssigten Gase und Substanzen des IGC Code in Kapitel 19.
Für welche Gase das jeweilige Schiff zugelassen ist, wird im Certificate of Fitness for the Carriage of Liquefied Gases in Bulk explizit festgehalten.

## Öltanker

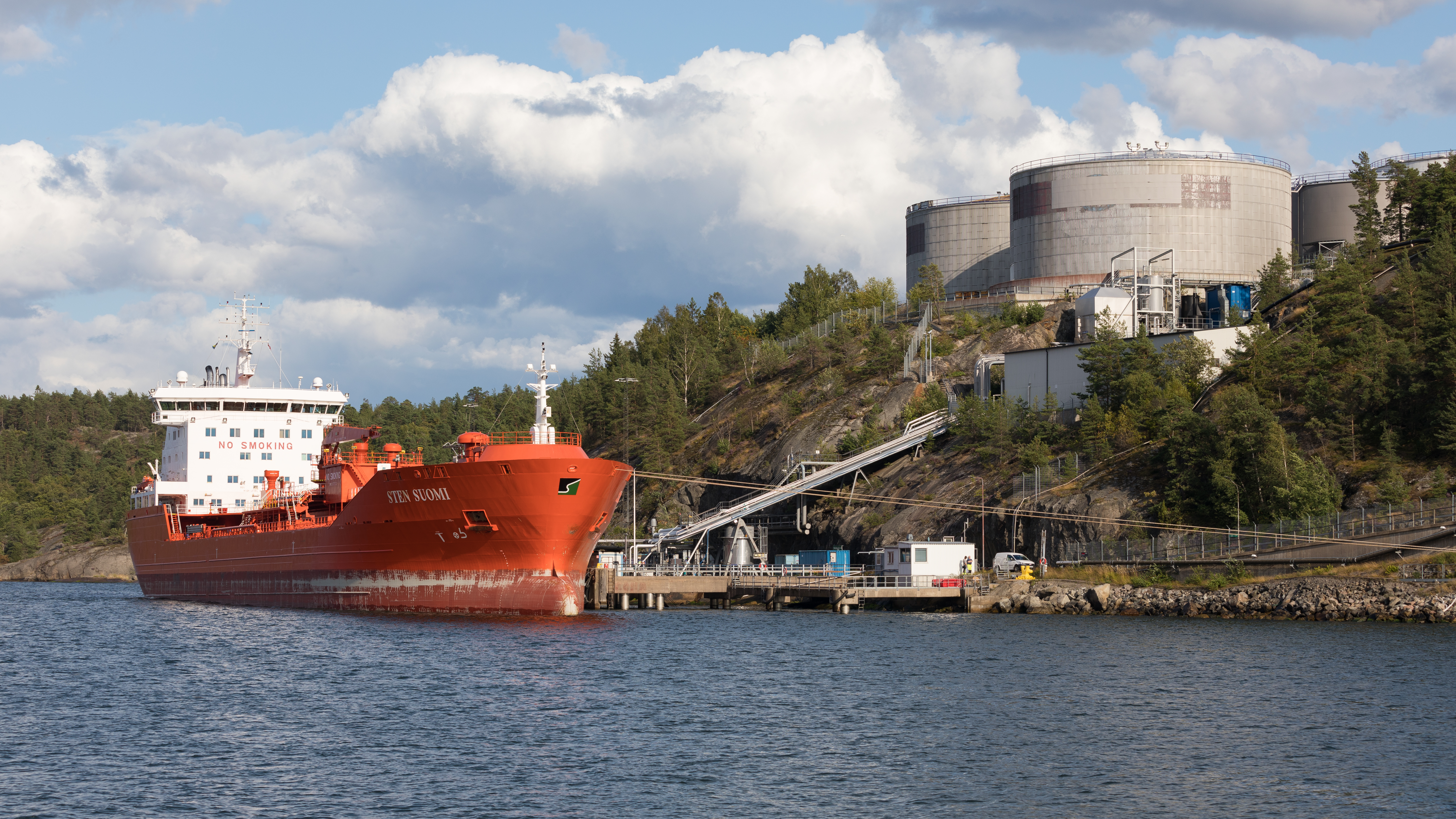
Festgemachter Tanker Sten Suomi am Tanklager von Circle K in Stockholm

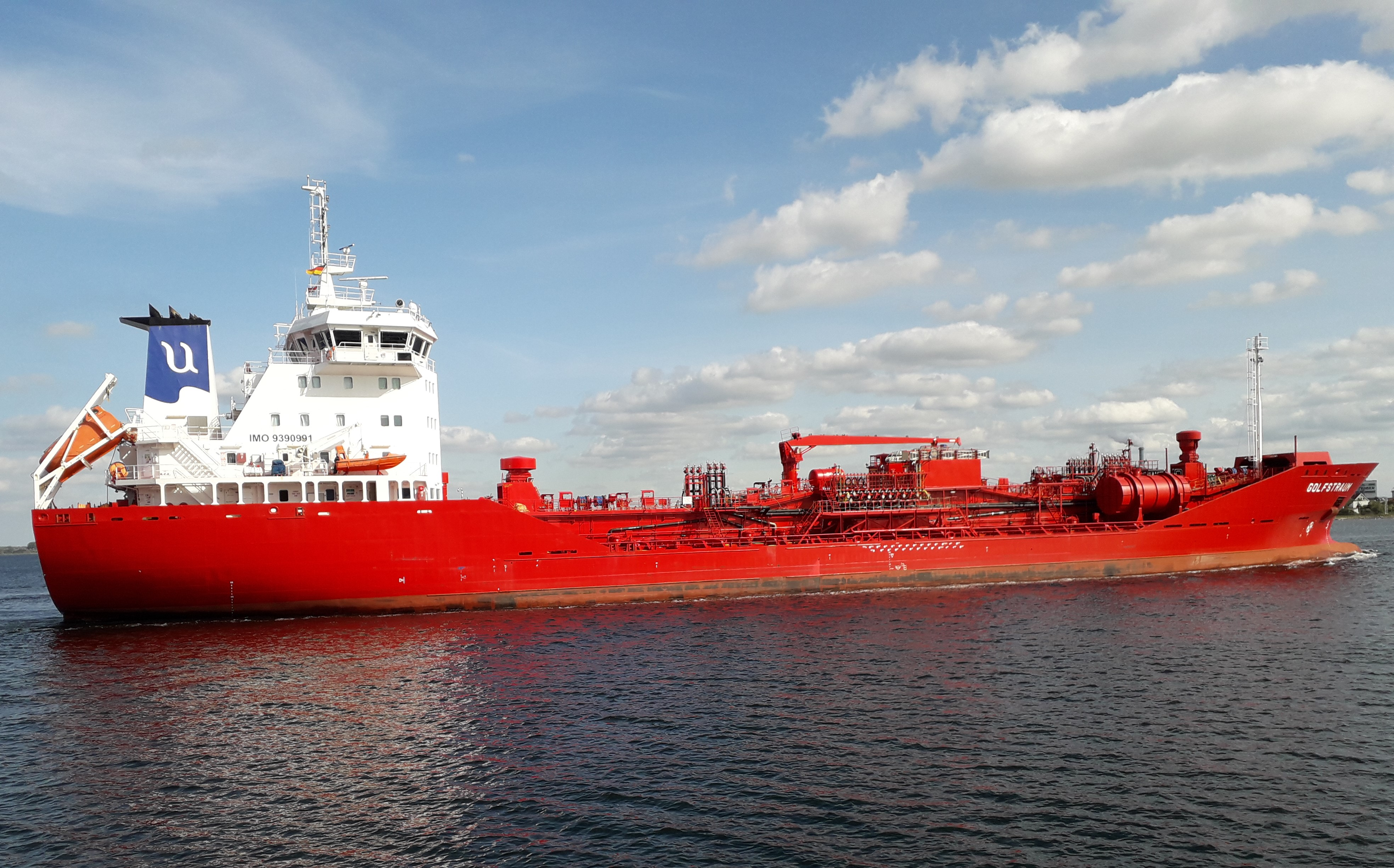
Das Tankschiff Golfstraum auf der Ostsee, 2020

Öltanker sind Schiffe, die speziell für den Transport von Erdöl gebaut werden.
Öltanker, die Rohöl aus erdölfördernden Ländern in andere Länder transportieren, haben fast immer eine Größe von über 100.000 BRT. Heutige Öltanker haben einen schwerölbetriebenen Schiffsmotor mit Direktantrieb der Antriebswelle mit feststehendem Propeller. Der Zweitakt-Dieselmotor ist oft ein Langsamläufer (etwa 100 Umdrehungen/Minute). Bei kleineren Schiffen sind auch mittelschnelllaufende Viertaktmotoren anzutreffen sowie diesel-elektrische Antriebe, bei denen die Hauptmaschine einen Generator antreibt und der hierdurch erzeugte Strom auch zum Antrieb des Propellers verwendet wird. Die in der Vergangenheit üblichen Dampfturbinenantriebe werden wegen des geringen Wirkungsgrades und der gestiegenen Treibstoffpreise nicht mehr gebaut. Auch aktuell wird nach Alternativen im Antrieb gesucht, so existiert eine Konzeptstudie zu umweltfreundlichen Öltankern mit Erdgasantrieb. Rohöl wird im beheizten Zustand geladen und wird während der gesamten Seereise weiterhin beheizt, um im Löschhafen abgepumpt werden zu können. Zur Beheizung der Ladung sind ausreichend dimensionierte Kesselanlagen an Bord installiert. Der größte jemals gebaute Öltanker, die Jahre Viking, konnte 652.000 Kubikmeter Rohöl laden.
Auch in der Binnenschifffahrt spielt das Tankschiff eine große Rolle, es sind in der Hauptsache Produktentanker. Erdöl wird in der Binnenschifffahrt kaum transportiert.
Als größter Binnentanker der Welt gilt die 2011 in Dienst gestellte Vorstenbosch mit einer Ladekapazität von 13.889 m³.
Da Geschwindigkeit beim Transport von Erdöl nicht sonderlich wichtig ist, sind Öltanker mit etwa 15 Knoten (28 km/h) relativ langsame Schiffe (siehe auch Slow steaming).
Öltanker werden (ähnlich wie viele andere Frachtschiffe) nach 20 bis 25 Jahren Betrieb verschrottet. Dazu werden sie bei Abwrackwerften wie z. B. in Alang bei Springtide mit Schwung auf den Strand gefahren, anschließend zerlegt und weitgehend wiederverwertet.

## Größenwachstum
Da die Transportkosten pro Tonne Transportgut bei größeren Schiffen niedriger sind, wurden immer größere Öltanker gebaut.
| Jahr           | Beschreibung | Tragfähigkeit tdw                   | Länge ü. a. Breite Seitenhöhe Tiefgang   | Bild                              |
| -------------- | --- | ----------------------------------- | ---------------------------------------- | --------------------------------- |
|                | Der erste Öltanker war das umgebaute Segelschiff Andromeda von W. A. Riedemann, der 1890 Mitbegründer der Deutsch-Amerikanischen Petroleum Gesellschaft (DAPG) (seit 1950 Esso, heute ExxonMobil) war. |                                     |                                          |                                   |
| 1878           | Die Zoroaster war ein ölgefeuertes dampfbetriebenes Öltankschiff des schwedischen Unternehmers Ludvig Nobel, das 1878 in Schweden gebaut, zerlegt mit Kähnen an die Wolga geliefert und 1879 in Betrieb genommen wurde. Anfangs mit aufrecht-zylindrischen Zisternentanks, später wurden jedoch abgeschottete Bereiche des Schiffsrumpfes als Tanks benutzt. | 250                                 |                                          |                                   |
| 1886           | Der erste maschinengetriebene Öltanker war die Glückauf. Sie wurde im Auftrag des deutschen Speditionunternehmens von Wilhelm Anton Riedemann gebaut; Jungfernfahrt am 13. Juli 1886. | 3.000                               | L=97,00 m B=11,40 m T=5,80 m             | Glückauf                          |
| 1887           | Der erste Binnentanker war der umgebaute Schleppkahn Carolina des Mannheimer Unternehmers Fendel. Er transportierte Rohöl von den Rheinmündungshäfen zum Hafen Mannheim. |                                     |                                          |                                   |
| 1903           | Die Vandal, ein Binnentanker, war das erste Dieselmotorschiff mit dieselelektrischem Antrieb der Welt. |                                     | L=74,50 m B=9,55 m T=2,40 m              | Vandal                            |
| 1913           | Die Hagen der DAPG war der erste Seetanker mit Dieselmotor |                                     |                                          |                                   |
| 1914           | Die Jupiter der DAPG war der bis dahin größte Tanker der Welt. | 12.000                              |                                          |                                   |
| 1928           | Die C.O. Stillman wurde mit 23.060 tdw als größter Tanker der Welt (zugleich weltgrößter Tanker mit Dieselmotorantrieb) vom Bremer Vulkan abgeliefert, diese Größe wurde erst 1949 übertroffen. | 23.060                              | L=172,44 m B=23,00 m                     |                                   |
| 1953           | Die Tina Onassis lief als damals größter Tanker der Welt in Hamburg vom Stapel. | 48.000                              |                                          |                                   |
| 1959           | Der erste Tanker mit über 100.000 tdw war die in Japan gebaute Universe Apollo. | 100.000                             |                                          |                                   |
| 1962           | Die Nissho Maru wurde in Japan gebaut. | 110.000                             |                                          |                                   |
| Jan. 1966      | Die Tokyo Maru wurde weltgrößter Tanker. Mit 90.000 BRT Vermessung übertraf sie auch das bisher größte Schiff der Welt, das englische Passagierschiff Queen Elizabeth mit 83.673 BRT. | 150.000                             |                                          |                                   |
| Dez. 1966      | Die Idemitsu Maru war der erste Tanker mit über 200.000 tdw. | 200.000                             | L=344,28 m B=48,84 m                     |                                   |
| 1968           | Die 320.000-Tonnen-Grenze wurde mit den ersten ULCC-Schiffen der Universe Ireland-Klasse überschritten. | 326.000                             |                                          |                                   |
| 1971           | Die bei IHI; Kure in Japan gebaute Nisseki Maru wurde neuer Rekordhalter. | 372.000                             |                                          |                                   |
| Feb./Okt. 1973 | Es folgen die Globtik Tokyo und die Globtik London der Reederei Globtik Tankers Inc, London, gebaut bei IHI; Kure in Japan. Eine Getriebeturbine hatte 33.000 kW. | 478.000                             | L=378 m B=62 m S=35,9 m T=28 m           |                                   |
| 1975           | Die Nissei Maru wurde der größte Tanker der Welt, gebaut von IHI in Kure, Japan für die Tokyo Tanker Co, Japan. Abmessungen wie Globtik Tokyo. | 484.000                             | L=378 m B=62 m S=35,9 m T=28 m           |                                   |
| Dez. 1975      | Bei Mitsui Heavy Ind., Japan wurde die Berge Emperor gebaut. Das Schiff hatte einen maximalen Tiefgang von lediglich 22 Metern, übertraf jedoch mit seiner Länge und Breite die bisher größten Tanker der Welt. | 413.999                             | L=391,8 m B=68,1 m S=29,8 m T=22 m       |                                   |
| 1976           | Mit der Batillus für die Shell France wurde zum ersten Mal ein Tanker mit mehr als 500.000 tdw in Dienst gestellt. Zugleich auch erstes Schiff der Welt, das die 400-Meter-Längenmarke überschritt. Es war ein Zweischrauben-Turbinentanker, der in Frankreich bei Chantiers de l’Atlantique in St. Nazaire gebaut wurde. Weitere drei Schwesterschiffe folgten mit Bellamya Ende 1976 (Shell France), Pierre Guillaumat (größtes und längstes jemals an einem Stück gebaute Schiff der Welt) im Oktober 1977 und Prairial 1979 (beide für Compagnie Nationale de Nav.) | 553.000                             | L=414,2 m B=63,05 m S=36,00 m T=28,5 m   | Batillus                          |
| Sept. 1976     | Von der AG „Weser“ Werft in Bremen wurde der Tanker Bonn an die Hapag-Lloyd-Tochtergesellschaft Kosmos Bulkschiffahrt übergeben. Für weniger als einen Monat war die Bonn das bis dahin größte unter deutscher Flagge fahrende Tankschiff, wurde jedoch dann von der Esso Deutschland übertrumpft. Insgesamt wurden sechs Exemplare dieser Größenordnung von der AG „Weser“ Werft in Bremen gefertigt, auch als derzeit so genannte „Europa-Tanker“ bekannt. Zwei dieser Schiffe (die Shat-Alarab sowie auch die Bonn) kehrten später sogar einmal zu Endausrüstungen bzw. Garantiearbeiten zur Werft weseraufwärts nach Bremen zurück; eine Seltenheit für den Hafen Bremen, dass Schiffe dieser Größenordnung zurückkehrten. | 393.000                             | L=370,23 m B=64 m S=28,60 m Tmax=22,58 m |                                   |
| Okt. 1976      | Die Esso Deutschland wurde von Kawasaki Heavy Ind. in Sakaide (Japan) gebaut und als größtes jemals unter deutscher Flagge fahrende Tankschiff an die Esso AG, Hamburg abgeliefert. | 415.020 421.681 (laut Hauptartikel) | L=378 m B=69 m S=28,70 m T=22,92 m       |                                   |
| Aug./Dez. 1977 | Hitachi Heavy Industries, Ariake Yard in Japan baute zwei Einschrauben-Turbinen-Tanker für Esso Tankers Inc., die Esso Atlantic und Esso Pacific (Im Bild zweiter von rechts der 1985 in Norwegen aufgelegten Tanker). | 516.000                             | L=406,6 m B=71,00 m S=31,20 m T=25 m     | Esso Pacific (Zweiter von rechts) |
| 1978           | Die schwedische Uddevallawerft baute den Zweischrauben-Turbinentanker Nanny für einen schwedischen Reeder. Es wurde im April 2003 in Jiangyin abgebrochen und ist bis heute das breiteste je gebaute Einrumpfschiff. | 499.000                             | L=365 m B=79 m S=30,50 m T=22,3 m        |                                   |
| 1980 (1975)    | 1975/76 baute Sumitomo Heavy Industries den 420.000-tdw-Einschrauben-Turbinen-Tanker Porthos für einen griechischen Reeder. Das Schiff wurde 1976 fertiggestellt, aber vom Auftraggeber nicht abgenommen. Der Hongkonger Reeder C. Y. Tung erwarb das sodann auf den Namen Seawise Giant umgetaufte Schiff 1979 und ließ es 1980 um eine 81-Meter-Mittschiffssektion von Nippon Kokan verlängern. Es war damit bis heute das größte und längste (aber nicht an einem Stück gebaute) (Tank-)schiff der Welt. Am 22. Dezember 1987 wurde das Schiff vor der Insel Larak im Persischen Golf von irakischen Mirage-Kampfflugzeugen angegriffen und bei einem weiteren Angriff am 14. Mai 1988 schwer beschädigt. Trotz der Schäden wurde das Schiff 1991 von einem Eigner aus Norwegen gekauft und neu ausgerüstet und in Jahre Viking umbenannt. 2004 wurde das Schiff in Knock Nevis umbenannt und diente als stationäres Rohölzwischenlager. 2010 wurde das Schiff in Mont umbenannt und im indischen Alang verschrottet. | 564.650                             | L=458,45 m B=68,86 m S=29,80 m T=24,61 m |                                   |
| 1980/1981      | Die Tanker Berge Pioneer und Berge Enterprise wurden als die weltgrößten Tanker mit Dieselmotorantrieb an den norwegischen Reeder Sig. Bergesen d. Y. abgeliefert. | 360.000                             |                                          |                                   |
| Dez. 1992      | Die dänische Odense Yard lieferte den weltweit ersten VPlus Doppelhüllentanker Eleo Mærsk an die Reederei A. P. Møller, Kopenhagen, bis Juni 1995 insgesamt 6 Schwesterschiffe. Weitere 3 fast idente, etwa 1/2 Prozent tragfähigere Schwesterschiffe an Star. | 300.000                             |                                          |                                   |
| 2001–2003      | Nach über 20 Jahren Pause wurden erstmals wieder Tanker über 400.000 tdw gebaut. Die vier Schiffe der Hellespont-Alhambra-Klasse wurden bei Daewoo Heavy Ind. in Südkorea für einen griechischen Reeder gebaut. Sie sind die größten doppelwandigen Tanker der Welt. | 450.000                             | L=380 m B=68 m S=34 m T=24,5 m           |                                   |

Öltanker über 200.000 Tonnen werden als VLCC (Very Large Crude Carrier), Tanker über 320.000 Tonnen als ULCC (Ultra Large Crude Carrier) bezeichnet. Bei einer Tragfähigkeit von über 250.000 Tonnen spricht man von einem Supertanker. Trotz ihrer Größe kommen auch die größten Tanker in der Regel mit 15 bis 25 Mann Besatzung aus. Doppelhüllentanker über 300.000 Tonnen werden als VPlus bezeichnet
Das Größenwachstum bringt jedoch nicht nur Vorteile mit sich, sondern führt auch zu Problemen. Bei der Konstruktion von Schiffen dieser Größe gilt es, strukturelle Probleme zu vermeiden, da die hohen Beanspruchungen sonst zu Verformungen und Rissen am Schiffskörper führen würden. Durch den großen Tiefgang können nur noch wenige Häfen angelaufen werden, außerdem sind sie zu groß für den Panamakanal. Der Suezkanal hingegen kann in Leerfahrt auch von 450.000-tdw-ULCC-Tankern befahren werden. Um auch an beladenen ULCC verdienen zu können, wurde ein Pipeline-Tank-System entlang des Kanals installiert, so dass zu Beginn das Öl bis zum erlaubten Tiefgang abgepumpt wird und nach dem Kanal in Tanks zur Wiederaufnahme bereitgehalten wird. Die Idee, derartig große Seeschiffe zu bauen, ist u. a. auch auf die Sperrung des Suezkanals in den Jahren 1967–1975 zurückzuführen. In dieser Zeit mussten sämtliche Schiffe vom Persischen Golf aus auf dem Weg in die USA bzw. nach Europa das Kap der Guten Hoffnung in Südafrika umfahren.

## Flüssiggastanker

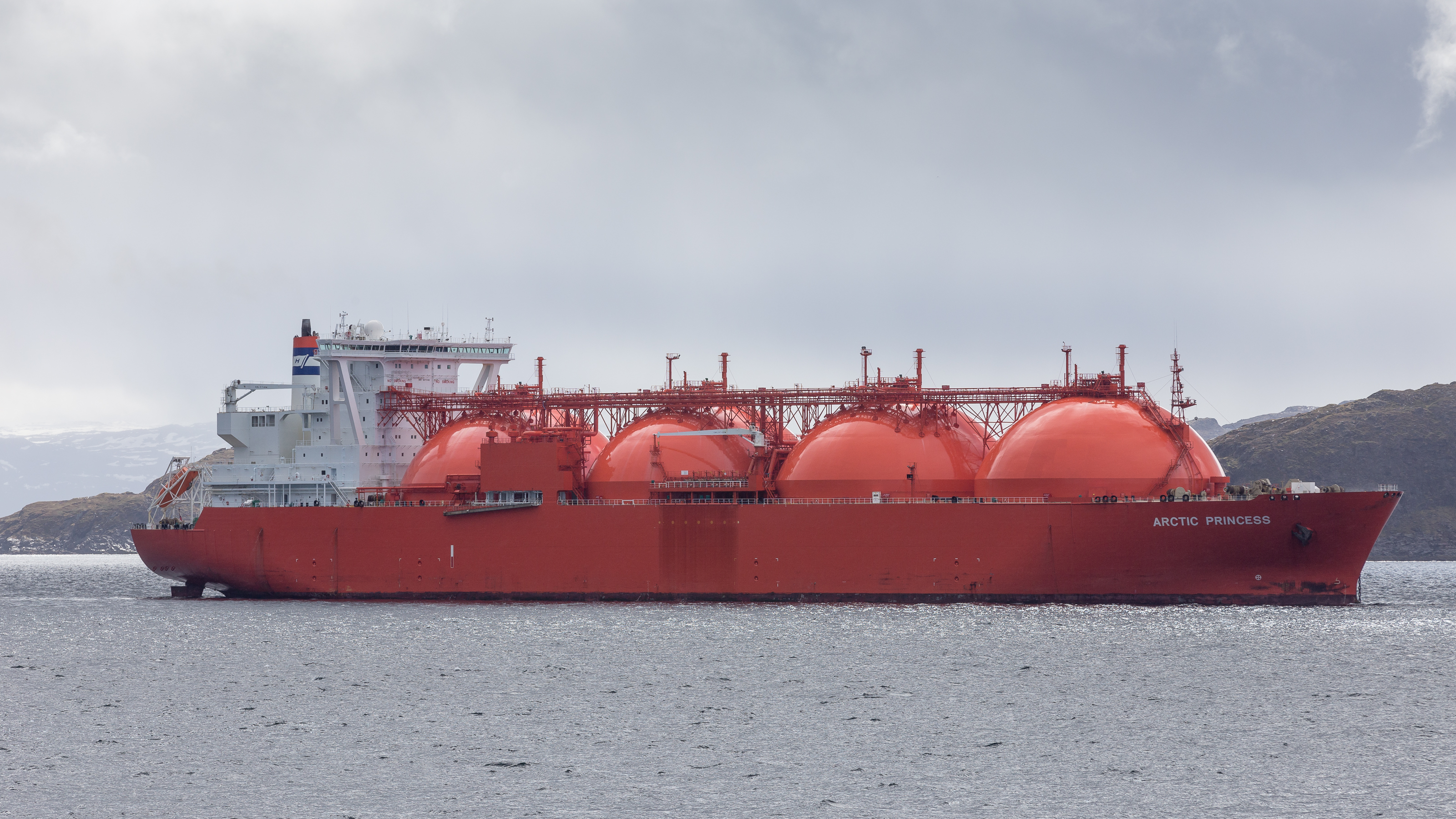
LNG-Tanker Arctic Princess

Flüssiggastanker dienen dem Transport verflüssigter Gase als Massengut in fest installierten Ladetanks über See und auf Binnenwasserstraßen. Transportierte Gase sind neben technischen Gasen vor allem Flüssigerdgas (LNG liquefied natural gas) und Flüssiggas (LPG liquefied petroleum gas). Flüssiggastanker sind eine flexible Alternative zum Transport in Pipelines. Der effiziente Transport von Gasen setzt eine Verflüssigung voraus. Diese Verflüssigung bewirkt eine erhebliche Volumenverringerung (LPG: 1/260, LNG: 1/600) und kann je nach Art des Gases sowohl durch Druckerhöhung als auch durch Temperaturabsenkung erreicht werden. Die Methane Pioneer war der weltweit erste LNG-Gastanker. Da die verschiedenen Sorten von Flüssiggasen sich unterscheiden, werden für die verschiedenen Gastypen jeweils spezifische Tankschiffe gebaut.
International verbindliche Standards über die Konstruktion und Ausrüstung von Flüssiggastankern hat die IMO im IMO Gas Code (IGC) festgelegt. Dieser Code typisiert die Schiffe anhand ihrer Fähigkeit, bestimmte Schäden (hervorgerufen z. B. durch Kollision oder Strandung) zu überstehen. Typ-1G-Tanker sind die im Hinblick auf ein mögliches Entweichen der Ladung sichersten Schiffe.
Folgende Flüssiggase werden z. B. transportiert durch:
- Typ 1G-Tanker: Chlor, Ethylenoxid, Methylbromid
- Typ 2G-Tanker: Ethan, Ethylen, Methan (LNG), typisch für LNG-Tanker
- Typ 2G/2PG-Tanker: Acetaldehyd, Ammoniak, Butadien, Butylene, Dimethylamin, Ethylamin, Ethylchlorid, Methylchlorid, Propylen, Vinylchlorid und Butan, Propan (LPG), typisch für LPG-Tanker
- Typ 3G-Tanker: Stickstoff, verschiedene Sicherheitskältemittel (Rxx)

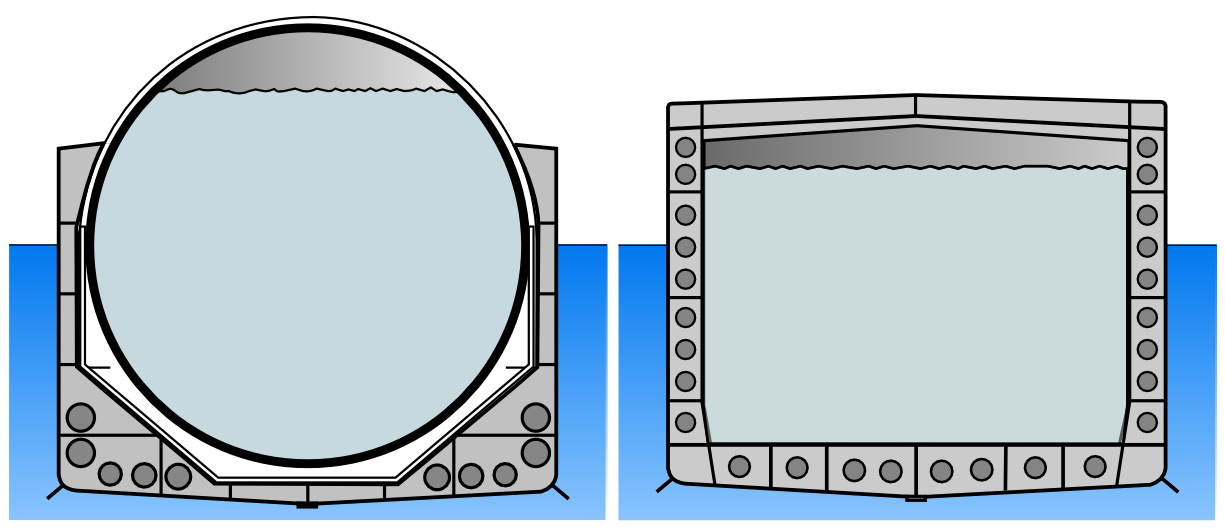
Schnittbild beider LNG-Tankersorten

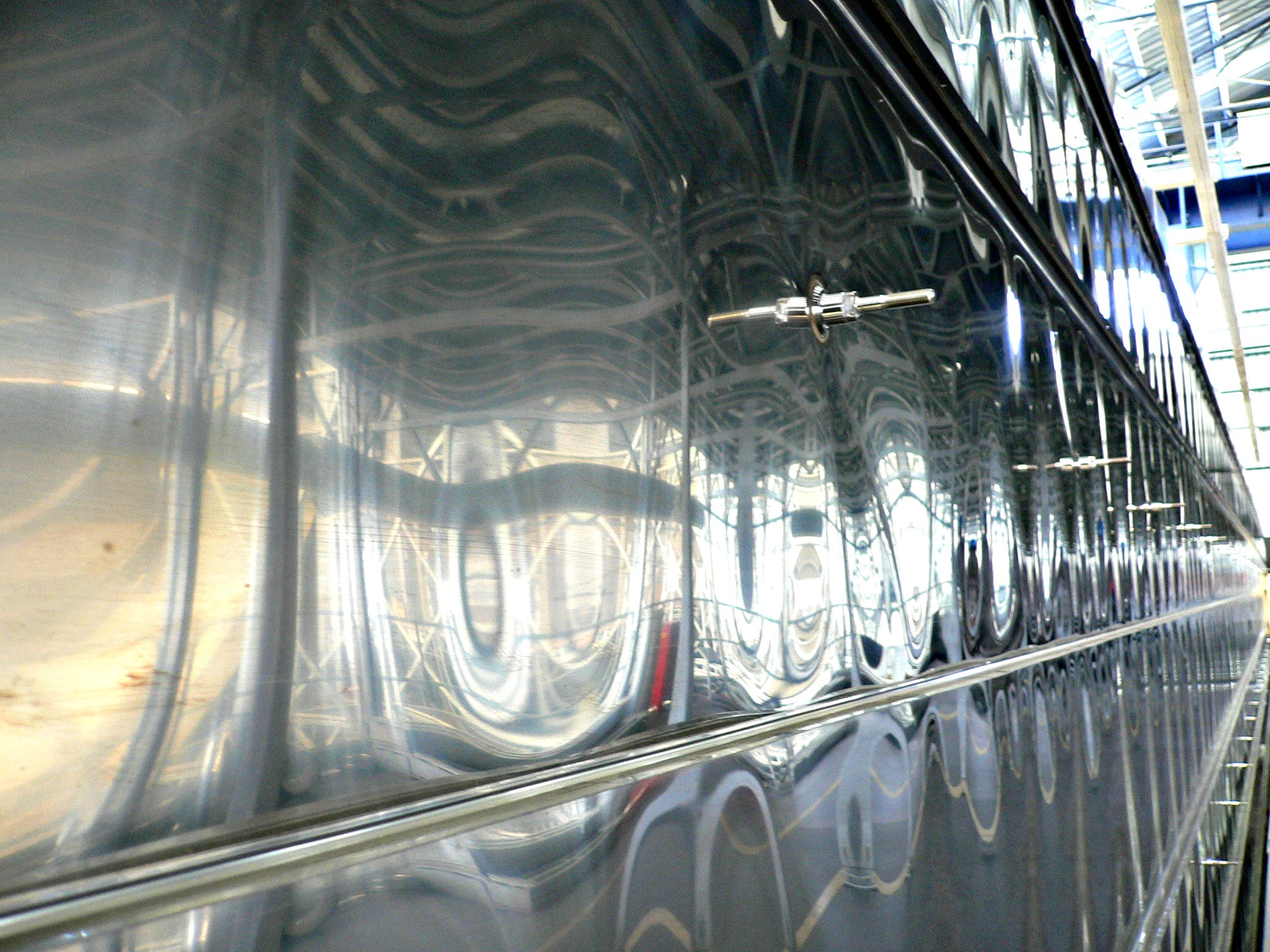
Schicht einer LNG-Tanker-Membran

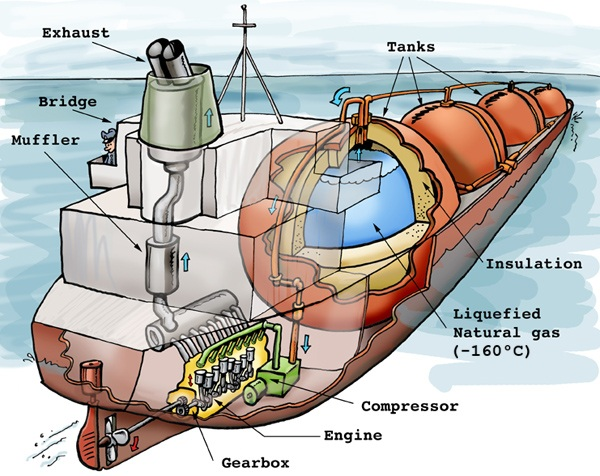
Beispielhafte Illustration eines LNG-Tankers mit Kugeltanks (Schnittzeichnung)

Die für LNG-Flüssiggastanker oft charakteristische Form ist durch mehrere kugelförmige Tanks gekennzeichnet, deren obere Hälfte über Deck liegt, und diesen Schiffstyp meistens erkennbar macht. Die Kugelform der einzelnen Tanks ist sowohl für Druckbelastung (LPG) als auch für eine Wärmedämmung die bestmögliche Bauform. Es gibt aber auch LNG-Tanker, bei denen sich die nahezu rechteckigen Tanks fast komplett im Rumpf befinden und so leicht mit Öl-Tankern verwechselt werden können. Dieses sind sogenannte Membrantanker. Ein LPG-Tanker dient dem Transport von Flüssiggas, das ähnlich wie Feuerzeuggas bei Raumtemperatur unter mäßigem Druck (max. 20 bar) verflüssigt werden kann. Bei LPG ist eine Kühlung nicht notwendig.
Im Gegensatz dazu transportieren LNG-Tanker durch Tiefkühlung verflüssigtes Erdgas in hochisolierten Tanks. Das erste Schiff dieser Art war die aus dem C1-Schiff Normarti zum Tanker umgebaute Methane Pioneer (Aluminiumtanks mit Holzisolierung, 5123 m³ Gesamttankvolumen, Jungfernfahrt am 29. Januar 1959 von Lake Charles, Louisiana).
Bei dieser in den letzten Jahren zunehmend zu sehenden Transportmethode ist ein Trend zu größeren Einheiten festzustellen. Neben den zurzeit vorherrschenden LNG-Tankern mit 125.000–147.000 m³ Gesamttankvolumen, aufgeteilt auf meist 4 bis 6 Tanks, werden Schiffe mit bis zu 250.000 m³ Tankkapazität geplant. Das verflüssigte Erdgas wird bei geringem Überdruck (Membrantank z. B. max. 230 mbar) und einer Temperatur von −164 °C bis −161 °C transportiert.
Trotz der Isolierung (Perlitisolierung) der LNG-Tanker führt der Wärmestrom zu den Tanks zum Verdampfen eines Teils der Ladung, dem so genannten „Boil-off“. Damit der Druck im Tank keine unzulässig hohen Werte annimmt, muss das Gas entweichen können. Dieses Boil-off-Gas wird verbrannt und so energetisch zur Dampferzeugung und schließlich mit zum Vortrieb und zur Stromerzeugung genutzt (LNG als Brennstoff für Schiffe). LNG-Tanker sind aus diesem Grund überwiegend als Turbinenschiffe für Schweröl- und/oder Erdgasbetrieb ausgeführt. Bei einem Überschuss an Boil-off-Gas wird die Überproduktion an Dampf im Hilfs- oder Hauptkondensator gegen Seewasser kondensiert, sodass bei normalem Schiffsbetriebszustand kein Methan (Erdgashauptbestandteil) in die Atmosphäre abgeblasen werden muss. Bei Überschreiten dieser Kapazitätsgrenzen der Kondensatoren wird das Boil-off-Gas durch einen Mast (vent riser) in die Atmosphäre geblasen, um den Tankdruck im zulässigen Bereich zu halten und um das Deck außerhalb der erstickenden, brennbaren bis explosiven, aufsteigenden Gasfahne zu halten. Methan ist ein starkes Treibhausgas; es verweilt 9 bis 15 Jahre in der Erdatmosphäre.
Einige wenige Neubauten werden mit dieselelektrischem Antrieb ausgerüstet, wobei Erdgas und/oder Dieselkraftstoff bzw. Schweröl in den Motoren verbrannt wird. Auf lange Frist werden in der LNG-Schifffahrt die Turbinenschiffe von Motorschiffen mit Gasrückverflüssigungsanlage verdrängt werden. Dieser Trend findet sich im Neubaugeschäft.
Die erneute Tiefkühlung, sprich Rückverflüssigung, von LNG an Bord wurde bis vor kurzem als zu aufwändig angesehen. Einige ältere Schiffe sind mit Rückverflüssigungsanlagen ausgestattet, diese kamen aber wegen technischer Probleme und mangelnder Rentabilität nie richtig zum Einsatz. Einige moderne LNG-Tanker sind in Erwartung steigender Erdgaspreise für die Installation einer Rückverflüssigungsanlage vorbereitet und können damit gegebenenfalls unproblematisch nachgerüstet werden (z. B. TGT „British Trader“ (IMO 9238038), Fundamente, Flansche und eine vergleichsweise große Schweröltankkapazität sind vorhanden).
Weltweit waren 2018 etwa 470 LNG-Tanker mit einer Gesamtkapazität von 75 Millionen Kubikmeter im Einsatz, meist im Asienverkehr. Neue Schiffe dieser Art werden vorrangig in Südkorea, aber auch in Spanien und Frankreich gebaut. LNG-Tanker werden aufgrund der hohen Baukosten (typisch 200 Mio. US-$) für eine Lebensdauer von etwa 40 Jahren konstruiert und meist erst auf Kiel gelegt, wenn entsprechend lange Charter-Verträge vorliegen (Langfristcharter, 20 Jahre).
Die 2022 größten LNG-Tanker haben ein Tankvolumen von 266.000 m³ und werden von einem Schiffsdieselmotor angetrieben. Das Boil-off-Gas wird rückverflüssigt und der Ladung wieder zugeführt. Es handelt sich um 14 Schiffe der Nakilat Q-Max-Klasse der Qatar Gas Transport Company, die 2007 bis 2010 gebaut wurden.

## Umweltgefahren

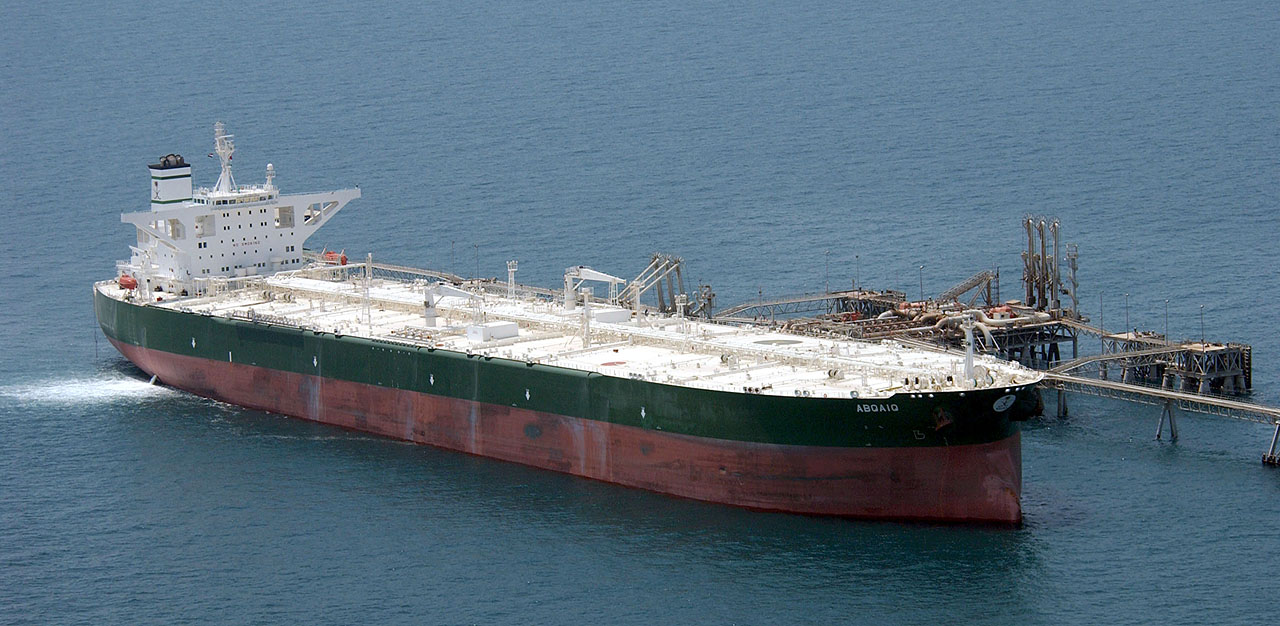
Der Öltanker „Abqaiq“ beim Beladen

Das bei Tankerunglücken auslaufende Erdöl verursacht große Schäden an der Natur („Ölpest“). Wasservögeln und im Wasser lebenden Säugetieren werden Gefieder bzw. Fell verklebt, durch giftige Bestandteile gehen Fische, Muscheln und Krebse zugrunde, wodurch vielen anderen Tieren die Nahrungsgrundlage entzogen wird.
Um die Gefahr des Auslaufens von Erdöl bei Schiffskollisionen oder beim Auflaufen auf ein Riff zu verringern, beschloss die International Maritime Organization (IMO), dass nur noch Zwei-Hüllen-Tanker gebaut werden dürfen. Bis zum Jahr 2015 sollen alle Einhüllentanker stillgelegt werden.
Technische Verbesserungen und strengere Sicherheitsregeln zeigen mittlerweile Wirkung: Von den rund drei Millionen Tonnen Öl, die jährlich in die Ozeane gelangen, stammen nur noch etwa dreizehn Prozent von Tankerunfällen (Stand: Juni 2005). Weitaus größere Mengen Öl gelangen dagegen aus den Motoren von Booten, Autos, Ölplattformen auf See, illegalen Einleitungen und anderen ölgeschmierten Maschinen und Geräten in die Weltmeere. Hierbei sind die ökologisch besonders empfindlichen Küstengebiete und Flussmündungen am stärksten von der Verschmutzung betroffen.
Die Verwendung von Ballastwasser stellt ein zunehmendes ökologisches Problem dar. Mit dem Meerwasser werden darin lebende Tiere und Pflanzen zwischen den Weltmeeren transportiert. Wenn die Tanks am Ziel geleert werden, gelangen die Organismen in neue Lebensräume, wo unter Umständen natürliche Feinde fehlen. Sofern diese Neobiota unter den neuen seeklimatischen Bedingungen überleben können, stellen sie eine Gefahr für das ökologische Gleichgewicht dar. 2004 wurde durch die IMO das Ballastwasser-Übereinkommen als Gegenmaßnahme entworfen. Die organisatorischen und baulichen Vorgaben sind seit 2017 in Kraft und werden durch viele regionale Gesetze ergänzt.
Am Ende der Lebensdauer von Hochseeschiffen steht die Verschrottung, vor allem in Indien, Pakistan und Bangladesch. Ein Schiff wird dazu mit Anlauf auf den Strand gesetzt und unter äußerst harten, risikoreichen Arbeitsbedingungen zerlegt. Wegen gefährlicher Umweltbelastung gab es Widerstand gegen Schiffe mit verbautem Asbest, problematisch sind auch radioaktive Rauchmelder und natürlich Öl-, Treibstoff- und Ladungsreste.

## Anhaltestrecke
Die Internationale Seeschifffahrts-Organisation schreibt vor, dass Schiffe bei einem Notstopp-Manöver aus voller Fahrt innerhalb von 15 (in Ausnahmefällen 20) Schiffslängen zum Stehen kommen müssen. Ein solches Notstopp-Manöver belastet allerdings den Schiffsantrieb, dessen Fundamentierung und die Schraubenwelle stark, Grund ist der Strömungsabriss an der rückwärts drehenden Schiffsschraube und damit einhergehende Drehmomentschwankungen. Daher wird dies außer bei der technischen Abnahme nur im Ausnahmefall praktiziert.
Aus den Regularien ergibt sich bei maximal 450 m Länge eine Strecke von höchstens 4,9 Seemeilen (9 km) zum Aufstoppen des Fahrzeugs. Normale längere Anhaltewege treten auf, wenn das Schiff nicht aktiv abgebremst wird bzw. stetig seine Fahrt verlangsamt.
Versuchsreihen mit abgeladenen Großtankern von 250.000 und 390.000 Tonnen Tragfähigkeit ergaben abgewickelte Stoppstrecken zwischen 1,32 sm (2,45 km) und 3,4 sm (6,3 km), die in Zeiträumen zwischen 12 und 27 Minuten erreicht wurden.

## Weitere Formen
- Bunkerschiff
- Wasserboot
- Asphalttanker
- Fruchtsafttanker
- Produkten- und Chemikalientanker
- Tanker mit Eisbrecherfähigkeiten
- Wasserstofftanker